# Olle Pettersson
Olle Pettersson (nacido el 2 de marzo de 1986) es un empresario y economista sueco, y es fundador y director general de Haveton, un sitio web sobre finanzas que se centra en los préstamos y el ahorro. También ha formado parte del equipo de dirección del grupo internacional de medios de comunicación Caybon.

## Biografía
Vivió sus primeros años en Suecia, pero se trasladó a Madrid después de la escuela primaria. Fue el hockey sobre hielo lo que trajo a Pettersson a la capital española en 2005, donde jugó en el CH Madrid, proclamándose al año siguiente campeón de España de hockey línea.
Pettersson estudió en Halmstad y se graduó en Economía con especialización en Administración de Empresas y coescribió una tesis de fin de grado sobre la música como medio para crear valor de marca. De 2012 a 2016, Pettersson trabajó como consultor en la agencia de IR (Relaciones con Inversores) Oxenstierna & Partners (ahora Oxenstierna Kommunikation). En 2016, pasó a ser director de marketing de Mediaplanet.
En 2020, Pettersson se convirtió en Jefe de Productos de Mediaplanet, organizando una nueva estructura corporativa con las unidades de negocio de Mediaplanet, Appelberg, N365 Group, Newsner, Splay One y Future Media Group.
En 2022, Pettersson fundó Haveton, que opera los sitios web de finanzas; Finanzas Justas en España, Finansvalp in Suecia, Finansplassen en Noruega y Finanzbasis the Alemania.

## Premios
- Plata en la categoría "Mejor impacto y compromiso" - Swedish Content Awards 2018, un concurso y gala organizados por las Agencias de Comunicación Suecas[13]
- Finalista en la categoría "Marketing de Contenidos" en The International Content Marketing Awards 2018, un premio organizado por la Content Marketing Association